# جزيرة فيليب (جزيرة نورفولك)
جزيرة فيليب هي جزيرة تقع في جنوب المحيط الهادي، سبع كيلومترات جنوب جزيرة نورفولك، وهي جزء من مجموعة جزيرة نورفولك التابعة لاستراليا.
سميت كذلك سنة 1788 من قبل الملازم فيليب غيدلي كينغ، على شرف ارثور فيليب، أول حاكم لنيوساوث ويلز.
اكتشف الجزيرة جورج باس

## أعلام
- نيكي فان ديجيك